# محمد فیلی
محمد فِیلی (زادهٔ  ۲۲ فروردین ۱۳۲۹ در شیراز) بازیگر اهل ایران است. از معروف‌ترین نقش‌آفرینی‌های وی بازی در نقشِ «نسیم بیگ» و «بسیم بیگ» در سریالِ روزی روزگاری «تلخک» در پشت کوه‌های بلند و «شمر» در مختارنامه است.

## زندگی و حرفه
محمد فِیلی در سال ۱۳۴۹ از طریق آشنایی با هنرمندان فعال موسیقی تئاتر برای یادگیری ساز و گیتار به خانه فرهنگ شماره سه شیراز وارد شد و به اجرای تئاتر پرداخت. از سال ۵۷ وارد تلویزیون شیراز شد و به کارهای نمایشی پرداخت تا اینکه اولین فیلم سینمایی خود را در سال ۶۴ با نام گشتی‌ها بازی کرد، و سال ۶۷ در فیلم شاخه‌های بید ایفای نقش کرد. فیلی در سال ۷۱ بازی در سربال روزی روزگاری در نقش بسبم بیگ و نسیم بیگ به شهرت رسید و پیشنهادهای زیادی دریافت کرد و پس از آن به تهران مهاجرت کرد. وی با نقش‌آفرینی در مجموعه تلویزیونی مختارنامه در نقش شمر به اوج شهرت رسید. از دیگر مجموعه‌هایی که وی در آن بازی کرده‌است می‌توان به پشت کوه‌های بلند، چاردیواری، گسل، پرستاران وَ بانوی عمارت اشاره کرد.
محمد فیلی بعد از انقلاب ازدواج کرده‌است و دارای چهار فرزند دو دختر و دو پسر است.
وی در مصاحبه‌ای گفت از اینکه بازیگر شده‌ام پشیمانم من با عشق این رشته را انتخاب کردم، اما شرایط خوبی در سینما و تلویزیون حکم‌فرما نیست؛ اگر یک دکه سیگار فروشی زده بودم حالا سوپر مارکت دو دهنه برای خودم داشتم، اما حالا با بازیگری وضعیت مالی خوبی ندارم.

## فیلم‌شناسی

### سینما
- استعداد من (۱۴۰۲) حمید عبدالهی نجف آبادی
- دو روز دیرتر (۱۴۰۲)
- هولیا (۱۳۹۹)
- سفر صفرعلی (۱۳۹۸)
- منطقه پرواز ممنوع  (۱۳۹۸، امیر داسارگر)
- خروج  (۱۳۹۸، ابراهیم حاتمی کیا)
- شام عاشقانه سه نفره (۱۳۹۵، جواد مزدآبادی)
- مالیخولیا (۱۳۹۵، مرتضی آتش زمزم)
- ع ش ق (۱۳۹۳، قاسم جعفری)
- راز خانه بهجت (۱۳۹۳)
- پایان خدمت (۱۳۹۲، حمید زرگرنژاد)
- ابابیل (۱۳۹۰، جواد مزدآبادی)
- رنگ انتظار[۶] (۱۳۹۰، سید محسن میرحسینی)
- روز شیطان (۱۳۷۳، بهروز افخمی)
- تابستان ۵۸ (۱۳۶۸، مجتبی راعی)
- شاخه‌های بید (۱۳۶۷، امرالله احمدجو)
- گشتی‌ها (۱۳۶۵، جواد مرادی)

### تلویزیون
- ۱۴۰۳ روز خون (حمید همتی)
- ۱۴۰۳ هشت پا (احمد معظمی)
- طعم طمع (۱۴۰۲ کاری از صداوسیمای اصفهان) شبکه ۱
- ۱۴۰۱ گیلدخت (مجید اسماعیلی)
- ۱۴۰۱ نارگل (جواد روستایی)
- ۱۳۹۸ سلمان فارسی (داوود میرباقری)
- ۱۴۰۰ رعد و برق (بهروز افخمی)
- ۱۳۹۸ بانوی سردار (پرویز شیخ طادی)
- ۱۳۹۸ دنگ و فنگ روزگار (جواد مزدآبادی)
- ۱۳۹۷ بانوی عمارت (عزیزالله حمیدنژاد)
- ۱۳۹۶ هاتف (داریوش یاری)
- ۱۳۹۶ گسل (علیرضا بذرافشان)
- ۱۳۹۵ پرستاران، فصل دوم  (شهرام شاه حسینی)
- ۱۳۹۵ هشت و نیم دقیقه (شهرام شاه حسینی)
- ۱۳۹۴ غیرعلنی (مهرداد خوشبخت)
- ۱۳۹۳ دولت مخفی (راما قویدل)
- ۱۳۹۳ جلال الدین (شهرام اسدی، آرش معیریان)
- ۱۳۹۱ پشت کوه‌های بلند (امرالله احمدجو)
- ۱۳۸۹ چاردیواری (سیروس مقدم)
- ۱۳۸۸روزی بود، روزی نبود (سیدمحمد مختاری)
- ۱۳۸۸ شب هزارویکم (علی بهادر)
- ۱۳۸۷ پنهان، اما آشکار (محسن یوسفی)
- ۱۳۸۷ عملیات ۱۲۵ (بهروز افخمی)
- ۱۳۸۳-۱۳۸۹ مختارنامه (داوود میرباقری)
- ۱۳۸۱ دایره تردید (امیر قویدل)
- ۱۳۸۱ روزهای به یاد ماندنی (تورج منصوری، همایون شهنواز)
- ۱۳۸۱ نوعروس (بیژن میرباقری)
- ۱۳۸۰ آخرین روزهای شاد بودن (حجت قاسم‌زاده اصل)
- ۱۳۸۰پرونده‌های مجهول (جمال شورجه)
- ۱۳۷۹ روزهای مهتابی (۱۳۷۹ عباس قنبری، سپهر محمدی)
- ۱۳۷۸ طریق عشق (حسین مختاری)
- ۱۳۷۷ تفنگ سرپر (امرالله احمدجو)
- ۱۳۷۵ فرزندم بزرگ شده (غلامرضا رمضانی)
- ۱۳۷۰ روزی روزگاری (امرالله احمدجو)

### شبکه نمایش خانگی
- جادوگر (۱۴۰۱، مسعود اطیابی)
- موچین (۱۳۹۹، حسین تبریزی)